# Balilla Grillotti
Balilla Giordano Francesco Grillotti (Montignoso, 10 marzo 1902 – Genova, 29 luglio 1944) è stato un partigiano italiano.

## Biografia

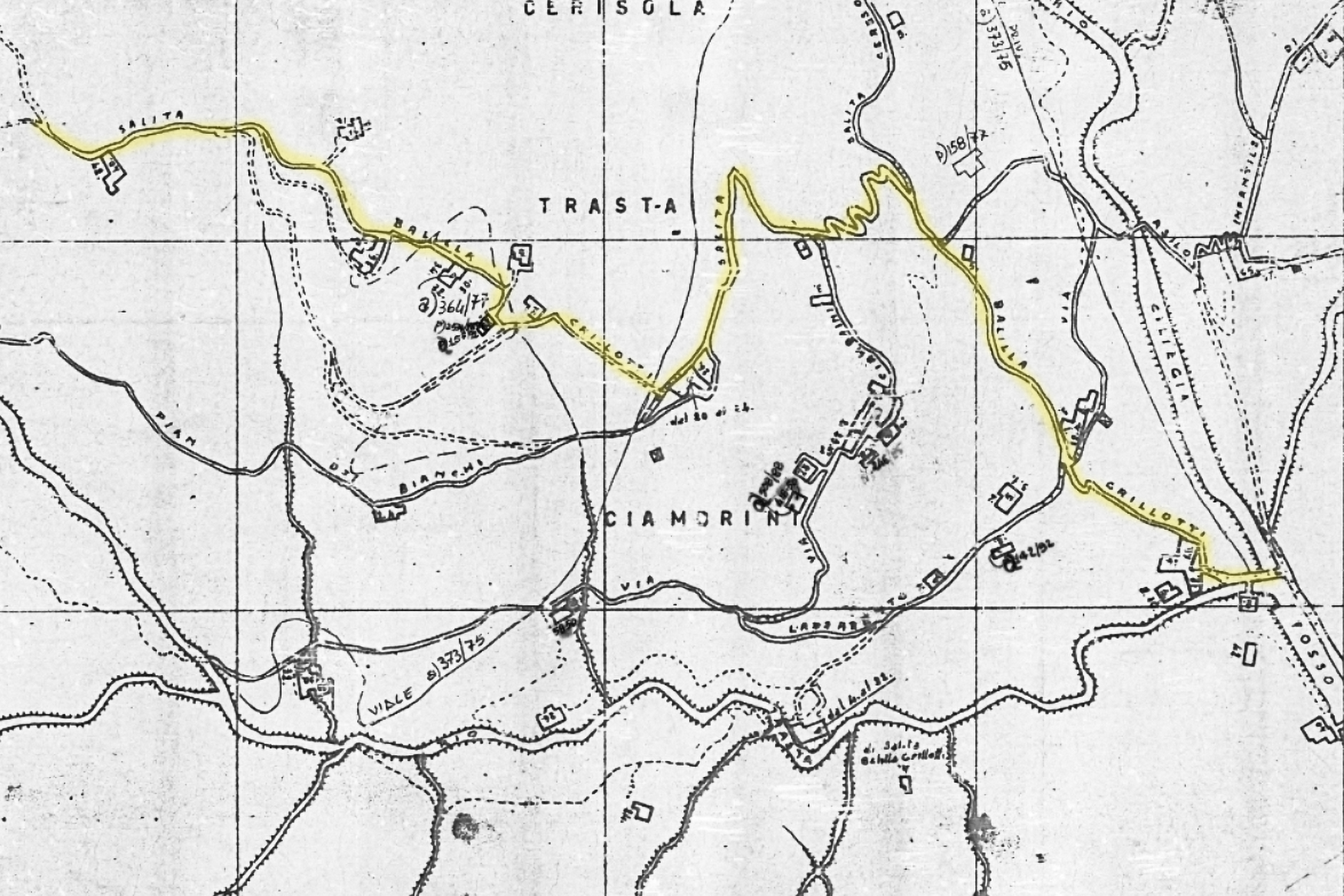
Mappa della strada a lui dedicata nella città di Genova.

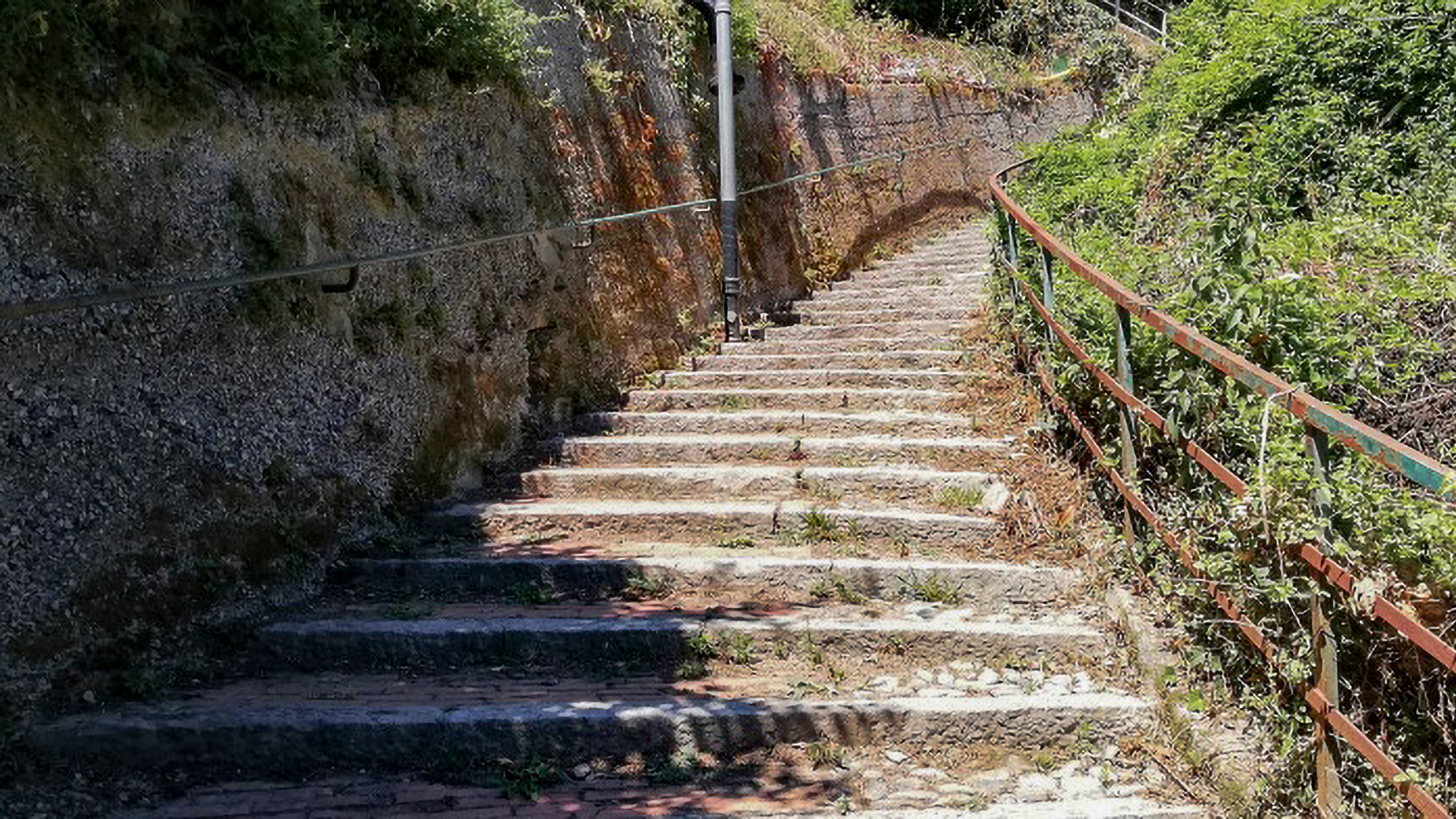
Un tratto della lunga creuza dedicata a Grillotti

Grillotti nacque nella frazione di Piazza del comune toscano di Montignoso, in località Acquarella, da Daniele Natale e Modesta Igret (o Igretti). Gli fu dato il nome di Balilla in onore di Giovanni Battista Perasso, patriota genovese del Settecento che, lanciando un sasso contro i soldati asburgici, fece scatenare la Rivolta di Genova che nel dicembre del 1746 cacciò gli austriaci dal capoluogo ligure. Il padre, vicesindaco di fede socialista, era apertamente antifascista, e per questa ragione fu più volte picchiato selvaggiamente dalle squadre fasciste, che infine lo uccisero, nel 1922, dopo sette mesi di agonia in seguito all'ennesimo pestaggio.
Balilla Grillotti, anche prima della morte del padre, a Montignoso era solito frequentare il circolo anarchico Né dio né padrone ed era ardito del popolo. Il 25 novembre 1921, dopo la morte di un militante fascista, fu arrestato ma poi assolto e scarcerato l'11 gennaio 1922 per assenza di prove. Dopo la morte del padre, preso anche lui di mira e picchiato dai fascisti, riparò in Liguria coi suoi cinque fratelli, presso una famiglia di origini motignonesi, nel borgo genovese di Rivarolo Ligure, comune autonomo sino al 1926 e poi accorpato nel territorio del capoluogo ligure. Nella sua attività partigiana assunse il nome di Daniele, in memoria del padre. Arrestato per attività antifascista, dopo la scarcerazione lavorò come operaio elettromeccanico a Genova, organizzando clandestinamente il movimento operaio comunista della Val Polcevera.
Sposatosi con Melega Pestarino, anch'ella staffetta partigiana col nome di Giulia,  ebbe un figlio, Valter (Genova, 10 novembre 1928 – Albissola Marina, 13 agosto 2014), anch'egli partigiano col nome di Balilla, in onore al padre, operativo nell'area fra Carrega Ligure e Rovegno dal dicembre 1944 a febbraio 1945, dopo esservi fuggito – col partigiano Turno – per essere stato individuato mentre distribuiva clandestinamente il quotidiano L'Unità a Genova.
Dopo l'armistizio dell'8 settembre 1943, Balilla Grillotti divenne responsabile per il PCI della Val Polcevera e, successivamente, vice comandante dei GAP di Genova, al fianco di Giacomo Buranello, Walter Fillak e Germano Jori e, dopo la morte di quest'ultimo, ne divenne comandante. Prese parte a numerose azioni di resistenza e guerriglia partigiana, tra le quali la distruzione del ponte sul torrente Secca della Camionale Serravalle-Genova, del ponte ferroviario sul torrente Polcevera, dei depositi della Società Petrolea a Fegino e partecipò all'uccisione del generale della Guardia Nazionale Repubblicana Silvio Parodi. Partecipò inoltre alla liberazione del compagno Alessandro Lucarelli, ricoverato in ospedale dopo un ferimento: con una squadra composta da Jori ed altri tagliò i fili del telefono, irruppe nell'ospedale disarmando i due militi di guardia e, sollevando a spalla il ferito, lo trasportò dal padiglione sino a un camioncino posto all'esterno, per poi nasconderlo nella zona di Campi.
Venne catturato nella notte del 19 luglio 1944 dalla Squadra Politica della questura del commissario Giusto Veneziani, che lo sorprese mentre era andato a far visita alla famiglia, per una delazione del partigiano Mario Cassurino ottenuta sotto tortura. Dopo l'arresto fu tradotto alla questura di Genova, poi al carcere di Marassi e successivamente alla Casa dello Studente, utilizzata in tempo di guerra come base di tortura dalle squadre fasciste, presso la quale fu interrogato e sottoposto a torture per dieci giorni. Processato tra le 3 e le 4 di mattina del 29 luglio 1944 dal Tribunale straordinario fascista di Genova, venne condannato a morte e condotto al Forte San Giuliano per la fucilazione, avvenuta un'ora dopo la sentenza per opera di un plotone di Brigate Nere. Insieme a lui vennero fucilati anche Goffredo Villa, Aleandro Longhi, Giacinto Rizzolio e Mario Cassurino, nell'evento noto come Strage di Forte San Giuliano.
Dopo la morte gli venne intitolata la Brigata Volante Balilla, in cui militarono fra gli altri Angelo Scala (insignito della Bronze Star Medal) e anche il fratello della moglie. Nel 1949 gli fu conferita la Medaglia d'argento al valor militare alla memoria col grado di capitano.
Nel 1950, in piazza Fulcieri Paolucci de Calboli a Genova, fu posta una targa commemorativa in memoria sua e di altri 12 fucilati. Poco più a monte, la città di Genova intitolò una via a suo nome, in località Rivarolo, fra i borghi di Ciamorini e Trasta, presso il Rio Ciliegio. Anche il comune natale di Montignoso, dal quale fu costretto a fuggire con la famiglia, gli intitolò una via, nella frazione di Cinquale.
Nel 2014 è stato prodotto il film La moto di Valter, dedicato alle vicende di Balilla Grillotti, diretto da Piero Orlandi.